# 哈拉尔德·桑德贝里
哈拉尔德·桑德贝里（瑞典語：Harald Sandberg，1883年10月22日—1940年11月28日），瑞典前男子帆船运动员。他曾代表瑞典参加1912年夏季奥林匹克运动会帆船比赛，获得6米级铜牌。